# 헨레 고리
헨레 고리(loop of Henle, Henle's loop, Henle loop, nephron loop)는 근위세뇨관과 원위세뇨관을 잇는 고리 형태의 관으로, 하행지와 상행지로 구분된다. 헨레 고리의 길이에 따라 네프론이 분류되는데, 헨레 고리가 신장의 피질 부분에만 존재하는 것을 피질네프론, 신장의 수질 부분까지 들어가는 것을 수질옆네프론이라고 한다. 두 네프론은 기능에 주요한 차이가 있는데, 이는 신장이 피질에서 수질에 이르는 큰 농도기울기를 가지고 있기 때문이다. 신장의 피질은 보통의 혈액과 비슷한 약 300mOm/L의 삼투농도를 가지지만, 신장의 수질은 인간의 경우 1200mOm/L까지 농축된 삼투농도를 가진다. 이는 포유류가 자신의 체액보다 훨씬 높은 농도의 오줌을 배출할 수 있는 이유이며, 건조한 지역에 사는 동물들은 그 농도가 더 높으며 피질네프론에 비해 수질옆네프론의 비율이 높아진다. 예컨데 호주의 껑충쥐는 자신의 체액에 비해 25배나 농도가 높은 9300mOm/L의 오줌을 배출할 수 있다.

## 하행지
헨레 고리의 하행지는 염류나 다른 저분자들에 대한 투과성이 매우 낮은 반면 물이 투과할 수 있는 통로인 아쿠아포린을 발현하여 물에 대한 투과성은 높다. 따라서 헨레 고리의 하행지가 신장의 수질 쪽으로 들어감에 따라 주위의 삼투농도는 더욱 높아지고, 용질의 이동이 불가하므로 삼투 현상에 의해 물이 고리 외부로 빠져나가 재흡수된다.

## 상행지
헨레 고리의 상행지는 하행지와는 반대로 아쿠아포린이 거의 발현되지 않아 물에 대한 투과성이 매우 낮다. 이는 생명체에서는 매우 드문 경우이다. 반면 소듐와 염소 이온에 대한 투과성은 있다. 하행지를 따라 내려오면서 농축된 오줌이 상행지를 따라 올라가면, 주위 환경에 비해 상행지 내부의 오줌이 고농도가 된다. 그러나 물의 이동은 불가능하므로 소듐와 염소 이온만이 빠져나가게 된다. 상행지는 수질 쪽에 더 가까운 얇은 부분과 피질 쪽에 더 가까운 굵은 부분으로 나뉘는데, 얇은 부분에서는 확산에 의해 염화소듐이 재흡수되지만, 굵은 부분에서는 능동 수송 기작도 염화소듐의 재흡수에 기여한다. 상행지를 지나 원위세뇨관으로 들어가는 오줌은 다시 묽은 상태가 된다.

## 같이 보기
- 사구체 여과율
- 신장의 오줌 생성 및 조절